# يان بودوان دي كورتني
يان نيسيسواف إگناسي بودوان دي كورتني (13 مارس 1845 - 3 نوفمبر 1929) (بالبولونية Jan Niecisław Baudouin de Courtenay) هو عالم لسانيات وسلافيات بولندي ، اشتهر بنظريته عن الفونيم و الألوفون.
عمل بودوان معظم حياته في جامعات الإمبراطورية الروسية: جامعة قازان (1874–1883)، جامعة تارتو (1883–1893)، جامعة ياغيلونيا (1893–1899) في النمسا-المجر، وجامعة سانت بطرسبرغ الحكومية (1900–1918).
وفي الفترة 1919-1929 عمل أستاذاً في جامعة وارسو المعاد تأسيسها في بولندا.

## روابط خارجية
- يان بودوان دي كورتني على موقع الموسوعة البريطانية (الإنجليزية)